# Zeche Alte Sackberg
Die Zeche Alte Sackberg ist ein ehemaliges Steinkohlenbergwerk in Essen-Burgaltendorf. Die Zeche war früher auch unter den Namen Zeche Altesackberg und Zeche Alter Sackberg bekannt. Die Zeche war bereits vor dem Jahr 1791 in Betrieb, jedoch gibt es hierüber keine näheren Angaben.

## Bergwerksgeschichte
Im Jahr 1735 ist das Bergwerk unter dem Namen Zeche Sackberg entstanden. Im Jahr 1775 war das Bergwerk dann unter dem Namen Zeche Alte Sackberg bekannt. Im Jahr 1785 erfolgte die Vermessung des Grubenfeldes. Im Jahr 1794 wurde das Bergwerk in die Niemeyersche Karte eingetragen. Die Berechtsame umfasste im Bereich von der Ruhraue bis Haverkamp vier Stollen. Das Grubenfeld befand sich zwischen der ehemaligen Zeche Altendorf Tiefbau und dem Bereich des heutigen Verkehrsübungsplatzes. Im Jahr 1796 wurde der Schacht 1 für die Schachtförderung genutzt. Im Jahr 1800 wurde an den Schächten 1 und 2 Kohle abgebaut. Im Jahr 1801 wurde ein Längenfeld mit 10 Flözen verliehen. Verbunden mit dieser Verleihung war das Abbaurecht unter dem gemeinsamen Geitlinger Stollen oder Altesackberger Stollen. Im selben Jahr konsolidiert die Zeche Alte Sackberg mit der Zeche Geitling unter dem Namen Zeche Vereinigte Alte Sackberg & Geitling.
Im Jahr 1805 waren die Schächte Elisabeth und Jacob in Betrieb. Im Jahr 1810 waren die Schächte 4 und 5 sowie der Schacht Charlotte in Betrieb. Im Jahr 1815 waren die Schächte Charlotte, Isaak, Hardt und Abraham sowie Schacht 5 in Betrieb. Ab dem Jahr 1816 erfolgte der übertägige Kohlentransport über einen 790 Lachter langen Schiebeweg zum Kohlenmagazin an der Ruhr. Im Jahr 1820 wurde an den Schächten Johann, Jacob, Carl und Hardt abgebaut, fünf Jahre später im Jahr 1825 nur am Schacht Wilhelmina.
Im Jahr 1830 wurde der Schacht Euterpa in Betrieb genommen, das Fördervermögen des Schachtes lag bei 11.000 preußischen Tonnen pro Jahr. Im Jahr 1838 erfolgte die Lösung über den vier Lachter tieferen Himmelsfürster Erbstollen, diese hatte jedoch keinen großen Nutzen. Im Jahr 1840 wurde zunächst Abbau betrieben, der Betrieb wurde aber während der Erntearbeit gestundet. Im Jahr 1845 war die Zeche wegen Absatzmangels in den Monaten April bis Oktober außer Betrieb. Im darauffolgenden Jahr war die Zeche ab November erneut wegen Absatzmangels außer Betrieb. Ab Mai des Jahres 1847 wurde wieder Abbau betrieben. Im Jahr 1855 war die Zeche zunächst noch eigenständig in Betrieb, in der Zeit vom 8. Februar bis zum 14. Oktober wurde der Bereich unter der Himmelsfürster Erbstollensohle zur Zeche Altendorf Tiefbau konsolidiert. In den Jahren 1857 und 1858 war das Bergwerk zunächst noch in Betrieb, im Jahr 1861 wurde die Zeche Alte Sackberg stillgelegt.

## Förderung und Belegschaft
Die ersten bekannten Förderzahlen des Bergwerks stammen aus dem Jahr 1796, es wurden 35.027 Ringel Steinkohle gefördert. Im Jahr 1830 wurde eine Förderung von 2552 Tonnen Steinkohle erbracht. Im Jahr 1836 wurden 15.436¼ preußische Tonnen Steinkohle gefördert. Im Jahr 1838 stieg die Förderung zunächst an auf 25.833¼ preußische Tonnen, in den darauffolgenden Jahren sank die Förderung wieder. Im Jahr 1842 lag die Förderung noch bei 7689 preußischen Tonnen. Die letzten bekannten Förderzahlen des Bergwerks stammen von 1847, in diesem Jahr wurden 6574 Scheffel Steinkohle gefördert.